# أليشا كولوي
أليشا كولوي (ولدت في 8 سبتمبر 2001) هي لاعبة غطس أسترالية. تنافست في دورة الألعاب الأولمبية الصيفية للشباب 2018 في مسابقة القفز من ارتفاع 3 أمتار للفتيات.
فازت كولوي بالميدالية الذهبية في مسابقة القفز من ارتفاع 1 متر للسيدات في بطولة العالم للألعاب المائية 2024، في الدوحة، قطر.